# (90377) Sedna
(90377) Sedna (symbol: ) – duża planetoida transneptunowa, poruszająca się po bardzo wydłużonej orbicie.

## Odkrycie i nazwa

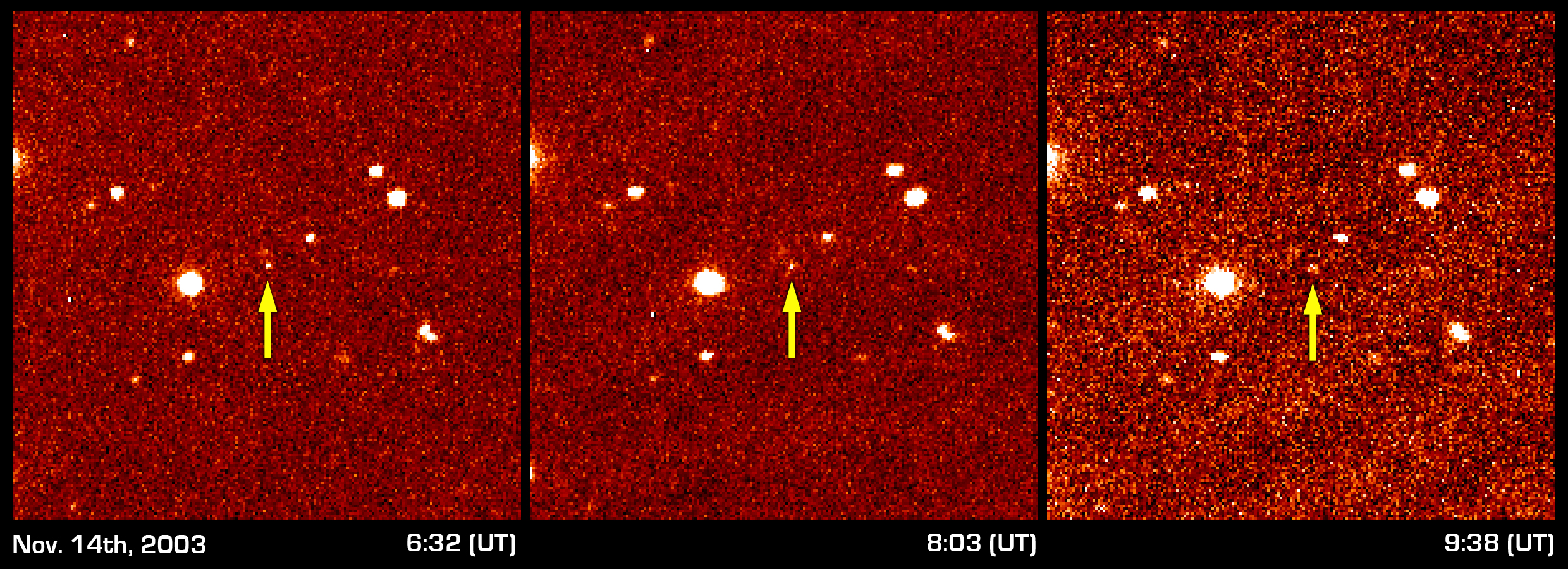
Sedna na zdjęciach z 2003 roku (moment odkrycia 14 listopada)

Planetoida ta została odkryta 14 listopada 2003 przez Mike’a Browna, Chada Trujillo oraz Davida Rabinowitza, z California Institute of Technology, za pomocą 120-centymetrowego teleskopu Samuela Oschina, znajdującego się w Obserwatorium Palomar niedaleko San Diego. Odkrycia dokonano w ramach prowadzonego od jesieni 2001 przeglądu zewnętrznych rejonów Układu Słonecznego. Odkrycie zostało zweryfikowane przez amatorskie obserwatorium Tenagra w Arizonie. Planetoida ta obserwowana była również przez Kosmiczny Teleskop Hubble’a.
Otrzymała ona najpierw oznaczenie prowizoryczne 2003 VB12.
Obiekt nazwany został imieniem Sedny, mitologicznej bogini mórz w wierzeniach Inuitów – ludów zamieszkujących rejony arktyczne, od Grenlandii po Czukotkę w Rosji.

## Orbita

Rysunki przedstawiające lokalizację Sedny względem innych obiektów astronomicznych

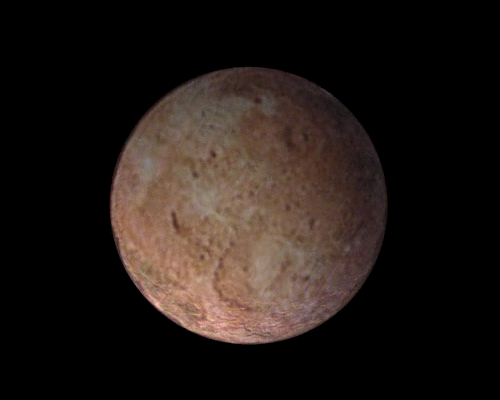
Sedna – wizja artysty

Słońce i planety Układu Słonecznego widziane z Sedny – wizja artysty

Orbita Sedny nachylona jest do płaszczyzny ekliptyki pod kątem 11,93°. Na jeden obieg wokół Słońca potrzebuje ok. 12 970 lat. Krąży w średniej odległości ok. 552 au, po mocno wydłużonej eliptycznej orbicie o mimośrodzie około 0,86. Średnia prędkość orbitalna tej planetoidy to ok. 1,0 km/s.
W momencie odkrycia znajdowała się w odległości 90 au i tym samym okazała się najdalszym obserwowanym obiektem w Układzie Słonecznym. Obecnie Sedna zbliża się do Słońca i w 2075 roku osiągnie peryhelium, znajdując się wtedy w odległości 76,3 au od Słońca (ponad dwa razy dalej niż Pluton). Następnie przez około 6500 lat będzie się oddalać, aż osiągnie aphelium w odległości ok. 1028 au od Słońca (ok. 20 razy dalej niż Pluton).
Jest określana jako obiekt odłączony nowej klasy sednoid lub nawet wchodzący w skład wewnętrznej części obłoku Oorta.

## Właściwości fizyczne
Sedna ma średnicę szacowaną na ok. 995 km. Jej albedo wynosi ok. 0,32, a jasność absolutna to ok. 1,52m. Sedna jest prawdopodobnie bardzo zimnym obiektem; temperaturę jej powierzchni oszacowano na około –240 do –261 °C (12–33 K). Naukowcy przypuszczają, że składa się ona ze skał i lodu.
Sedna jest prawdopodobnie pierwszym odkrytym obiektem z wewnętrznej części Obłoku Oorta i zarazem pierwszym bezpośrednim dowodem jego istnienia. Jest to drugi po Marsie najczerwieńszy obiekt w naszym Systemie. Sedna jest jednym z niewielu tak dużych obiektów odkrytych w Układzie Słonecznym od 1930 roku, kiedy to po raz pierwszy zaobserwowano Plutona.
Sedna może zostać uznana w przyszłości za planetę karłowatą i plutoid.